# 卡普羅尼Ca.60
卡普羅尼Ca.60（義大利語：Caproni Ca.60 Transaereo）是由義大利飛機製造商卡普羅尼在1921年生產的大型水上飛機。

## 概要
此為卡普羅尼公司所設計出能載乘100位乘客的民航飛機。在外觀上卡普羅尼Ca.60裝有多達九組的飛行翼、並備有8具引擎。
卡普羅尼Ca.60的首次試飛是於1921年3月4日義大利西北方的馬焦雷湖上，但在飛行到約18公尺高度時便發生意外墜毀。之後卡普羅尼公司打算將卡普羅尼Ca.60的損壞機身給回收重組，不過回收後的夜晚裡卡普羅尼Ca.60卻遭受火災意外而燒成灰燼。

## 規格

### 架構
- 駕駛人數：8名
- 最高搭乘人數：100名
- 全長：23.45（76.9英尺）
- 飛行翼寬度：30（98英尺）
- 機高：9.15（30.0英尺）
- 乘載重量：26,000（57,000磅）
- 引擎：8具400馬力Liberty L-12液冷式引擎

### 效能
- 速度：每小時130（81英里）
- 航距：660（410英里）
- 功率重量比：11W/kg（0.007hp/lb）

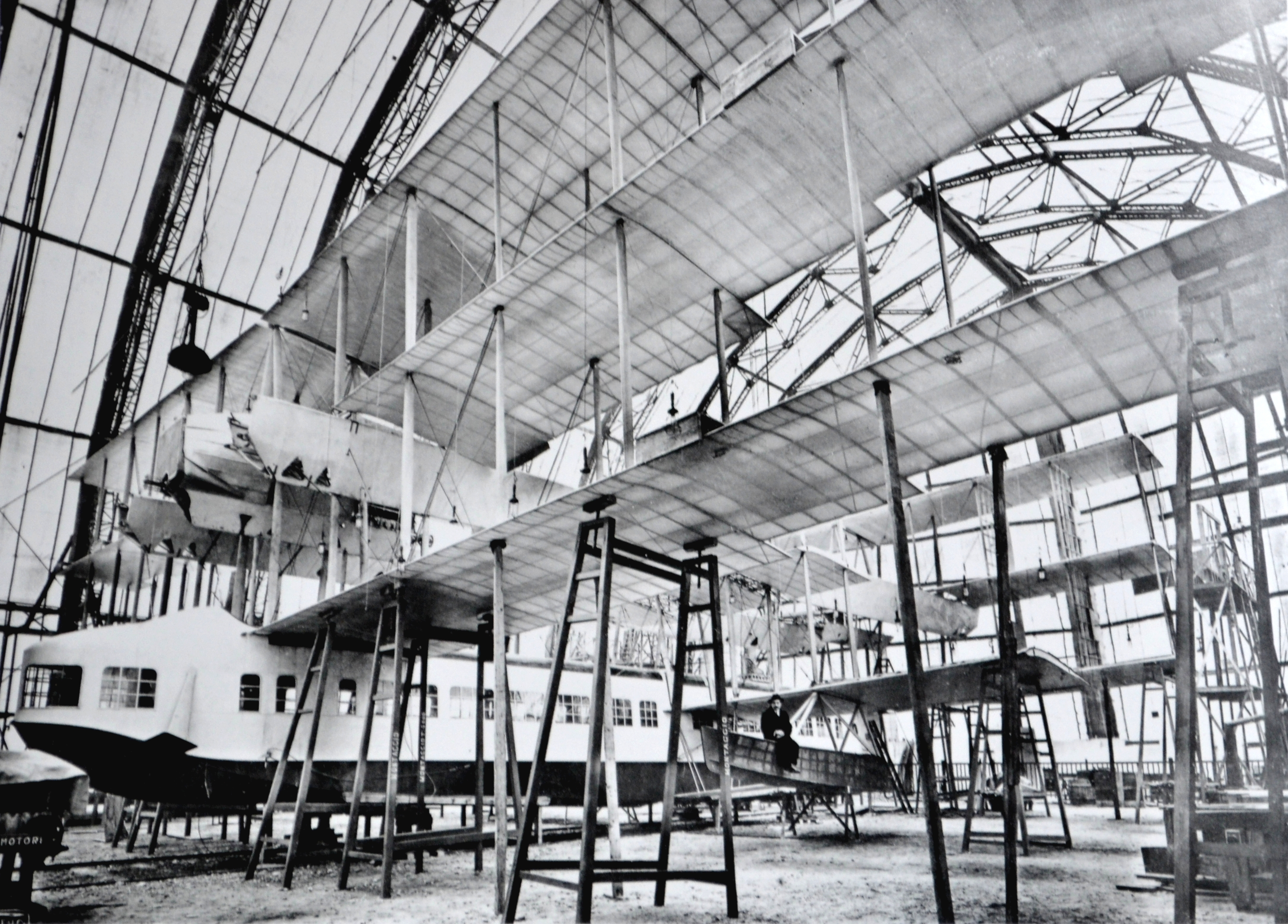
正在建造中的卡普罗尼Ca.60
卡普羅尼Ca.60的上方、側面、正面展示圖
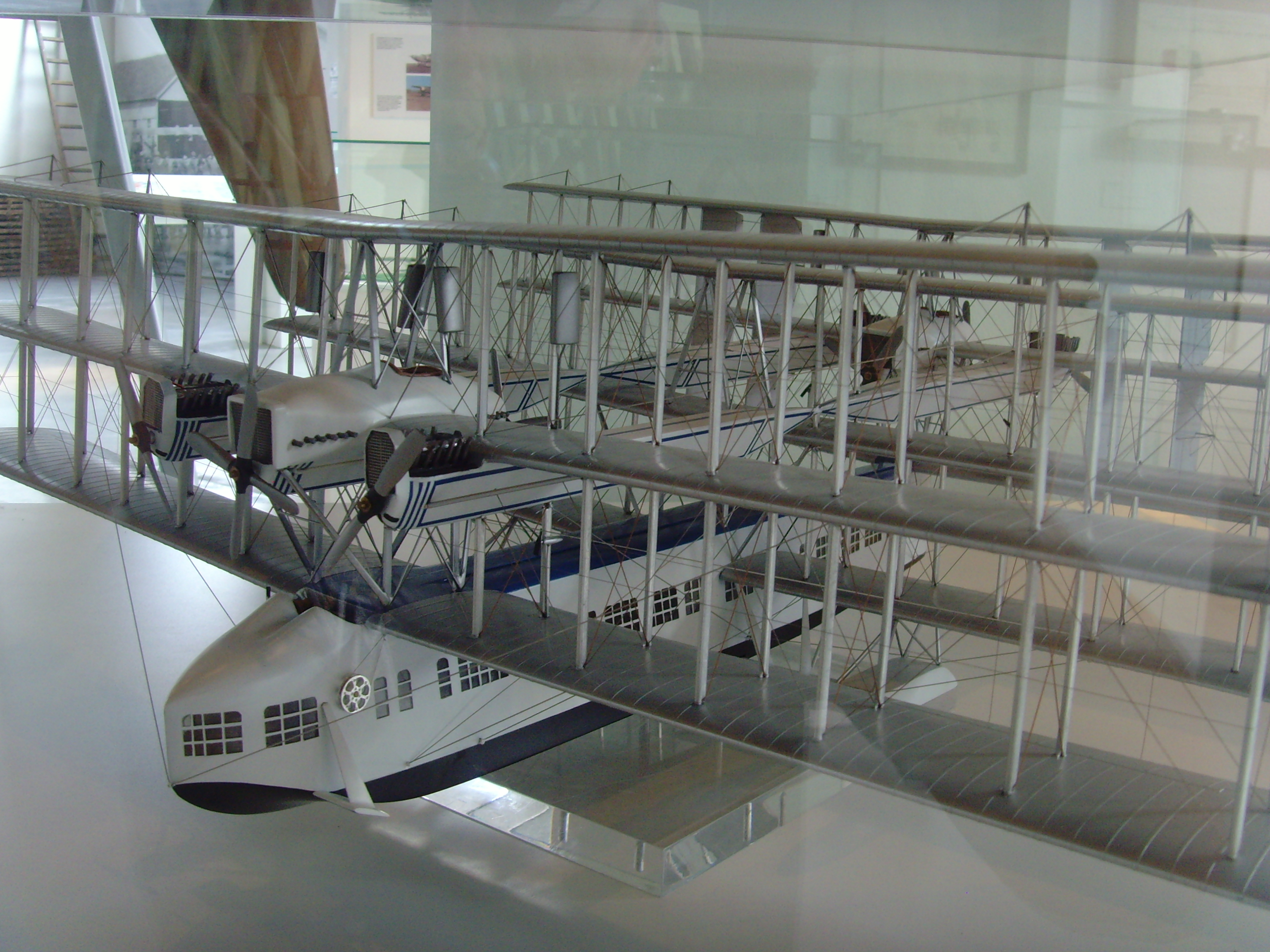
一架放置博物館展示的卡普羅尼Ca.60模型